# Vito Donato Epifani
Vito Donato Epifani (né le 23 juin 1848 à San Vito dei Normanni ; mort dans la même ville le 15 août 1922 ) est un juriste et écrivain italien.

## Œuvres
- Programma per la democrazia italiana, 1870[1]
- Sistema di economia politica, 1872[2]
- Dogane, 1876
- Sinologia, 1883

## Source de la traduction
- (it) Cet article est partiellement ou en totalité issu de l’article de Wikipédia en italien intitulé « Vito Donato Epifani » (voir la liste des auteurs).